# Pithyotettix morbillosus
Pithyotettix morbillosus är en insektsart som beskrevs av Melichar 1896. Pithyotettix morbillosus ingår i släktet Pithyotettix och familjen dvärgstritar. Inga underarter finns listade i Catalogue of Life.